# Smouglianka

Smouglianka, aussi connue comme Smouglianka Moldavanka (en russe : Смуглянка молдаванка, la « brunette moldave »), est une chanson soviétique écrite par Iakov Chvedov (ru) et composée par Anatoli Novikov en 1940.
Le terme Smouglianka (en français : la brune) fait référence à une femme au teint hâlé (du russe : смуглый, brun, hâlé) et Moldavanka signifie en russe « Moldave » (au féminin). Moldavanka est aussi le nom d'un quartier populaire d'Odessa, évoqué par Isaac Babel.
La chanson rend hommage aux femmes partisanes de la guerre civile russe. Les paroles décrivent un homme rencontrant une cueilleuse de raisin, qui se révèle être une partisane et le convainc de la rejoindre.

## Historique
La chanson fait partie d'une suite commandée par le bureau politique de la région militaire de Kiev en l'honneur de Grigori Kotovski. Elle obtint son premier succès en 1944, dans la salle de concert Tchaïkovski où les Chœurs de l'Armée rouge durent l'interpréter trois fois à la demande du public. Elle est un leitmotiv du film de Leonid Bykov Seuls les vétérans vont au combat sorti en 1974.

## Source
- (en) Cet article est partiellement ou en totalité issu de l’article de Wikipédia en anglais intitulé « Smuglyanka » (voir la liste des auteurs).